# Олександр Хакало
Хакало Олександр Павлович  (народився 22 вересня 1983 року в місті Черкаси) - український режисер-візіонер нової української фантастики.

## Життєпис
Перший фільм зняв у 15 років на любительську VHS камеру. Своїм захопленням кіно завдячує “П’ятому Елементу” Люка Бессона.
До 2004 року зняв 3 короткометражні фільми за власними сценаріями: «Метаморфоза», «Щоденник ненародженого немовля», «Адель».
У 2004 році перемагає в сценарному та режисерському конкурсі Фонду Розвитку Українського Кіно при кіностудії Довженко. Фільм розповідав про “Один День Кохання”. Відомий український кінокритик Лариса Брюховецька називала Люка Бессона як головного натхненника стрічки.
У 2005 році Олександр Хакало перемагає на всеукраїнському конкурсі режисерів для створення вступних кінематографічних роликів до ігор GSC Game Work.
У 2006 році знімає короткометражний фільм-катастрофу «2012» в якому людство гине через Атомну Війну. Це була перша його робота зі складними візуальними ефектами та перша продюсерська робота.
Того-ж року Олександра Хакало запрошує на свою студію відомий український продюсер Віктор Приходько. Першою режисерською роботою на телебаченні стає серіал «Повернення Мухтара», виробництво Про-Тб .
У 2007 році Олександр Хакало розпочинає роботу над наступним фільмом але за браком часу передає режисерський обов’язок молодшому брату, залишаючи за собою фінансування фільму. Вони створюють фільм «Вторгнення», 2009.
У 2010 році пише сценарій до епічної наукової фантастики з робочою назвою “Кохання для двох” - про світ який опиняється під водою. На такий масштабний проект українській кіноіндустрії не вистачає коштів, тому Олександр продовжує працювати режисером українських серіалів.
У 2014 році робить першу в Україні повну превізуалізацію до свого фільму «Дочка Диявола», де вперше з'являються фантастичні створіння “Червоні Коні”.
У 2020 році розпочинає роботу над повнометражним фільмом за власним оригінальним сценарієм “Сцени Грейс”, який заморожується через КОВІД.
У 2021 році Олександр Хакало робить тестові зйомки з використанням візуальних ефектів до свого повнометражного фільму “Колиска Людства”, та створює 7 хв. PREVIS який пояснює оригінальність концепції фільму.
У 2022 році, через війну в Україні, пише і розпочинає роботу над “Red Horse end Girl”.
Режисери які найбільше вплинули та надихають, Олександр Хакало називає: Люка Бессона, Стівена Спілберга, Джеймса Кемерона та Крістофера Нолана. Також захоплюється усіма роботами Хаяо Міядзакі.
Режисер Олександр Хакало найрізнобічніший діяч українського кінематографу: режисує, пише сценарії, знімає як оператор, монтує, створює візуальні ефекти та полюбляє писати кіномузику; будував кіно-крани.